# Corymorpha sarsi
Corymorpha sarsi är en nässeldjursart som först beskrevs av Japetus Steenstrup 1854.  Corymorpha sarsi ingår i släktet Corymorpha och familjen Corymorphidae. Inga underarter finns listade i Catalogue of Life.